# Puchar Świata w narciarstwie alpejskim 2011/2012
Sezon 2011/2012 Pucharu Świata w narciarstwie alpejskim rozpoczął się 22 października 2011 tradycyjnie już w austriackim Sölden, a następne starty miały się odbyć 12 i 13 listopada w Levi, jednak zostały odwołane z powodu braku śniegu. Ostatnie zawody z tego cyklu zostały rozegrane między 14 a 18 marca 2012 w austriackim Schladming. Zostało rozegranych 38 zawodów dla kobiet i 44 konkurencji dla mężczyzn, oraz jeden mieszany slalom równoległy.
Sezon ten kwalifikował się jako sezon martwy, ponieważ nie były rozgrywane żadne imprezy mistrzowskie. Natomiast między 15-19 lutego 2012 roku w ramach pucharu świata odbyła się próba przedolimpijska w Soczi na stokach Krasnej Polany.

## Puchar Świata w narciarstwie alpejskim kobiet
Wśród kobiet pucharu świata z sezonu 2010/11 broniła Maria Riesch zajęła 3 miejsce
W poszczególnych klasyfikacjach tryumfowały:
- zjazd  Lindsey Vonn
- slalom  Marlies Schild
- gigant  Viktoria Rebensburg
- supergigant  Lindsey Vonn
- superkombinacja  Lindsey Vonn

## Puchar Świata w narciarstwie alpejskim mężczyzn
Pucharu świata z sezonu 2010/11 bronił Ivica Kostelić zajął 4 miejsce
W poszczególnych klasyfikacjach tryumfowali:
- zjazd  Klaus Kröll
- slalom  André Myhrer
- gigant  Marcel Hirscher
- supergigant  Aksel Lund Svindal
- superkombinacja  Ivica Kostelić